# John Duthie
John Duthie (Yorkshire, 13 mei 1958) is een Brits televisieregisseur die professioneel pokerspeler is geworden.

## Televisie
Hij is begonnen als een assistent-regisseur voor The Young Indiana Jones Chronicles en als een tweede unitregisseur voor Kavanagh QC. Later werkte hij als hoofdregisseur voor Engelse programma's als Hollyoaks, Silent Witness, Clocking Off en As If.

## Poker
Hij werd een bekend figuur in de pokerwereld toen hij in 2000 het Poker Million-toernooi won, waarmee hij £1.000.000 won en onder meer Tony Bloom en Barny Boatman uitschakelde.
Hij was driemaal te zien in de televisieserie Late Night Poker. In één aflevering won hij van Surinder Sunar, Julian Gardner en Marcel Lüske om zich te kwalificeren voor de grote finale van serie zes. Tevens heeft hij een tweede plaats gehaald in de Europese heads-up-kampioenschappen van 2003 in Parijs. Momenteel maakt hij deel uit van een door PokerStars gesponsorde groep pokerprofessionals genaamd "Team PokerStars". Hij speelt online onder de naam 'John Duthie'.
Duthie kwam met het idee van een European Poker Tour, waarbij hij zijn televisie-achtergrond gebruikte om de EPT aan het rollen te krijgen. Hij is commentator van de EPT.
Zijn prijzengeld op de live-toernooien bedroeg tot aan juni 2014 meer dan $2.750.000,-.
Volgens de Engelse krant The Sun (6 april 2006) werd Duthie ingevlogen op de set van de James Bondfilm Casino Royale om als consultant te fungeren om de pokerscenes in de film meer realiteit te geven.